# Шереметева, Екатерина Сергеевна
Екатери́на Серге́евна Шереме́тева (17 (29) декабря 1813 — 7 мая 1890) — русская благотворительница из нетитулованной линии рода Шереметевых. Кавалерственная дама ордена Святой Екатерины.

## Биография
Родилась в Москве в семье Сергея Васильевича Шереметева (1786—1834), который был единственным сыном Василия Владимировича Шереметева и княжны Анны Семёновны Львовой. Крещена 29 декабря 1813 года в церкви Харитона Исповедника в Огородниках при восприемстве прадеда князя Семёна Сергеевича Львова и тетки Елизаветы Петровны Алмазовой. 
По мнению современников, Сергей Шереметев «был человек чистой и добрейшей души, счастливый отец многочисленной семьи; добродушный и хлебосольный он собирал вокруг стола своего всех без paзличия званий и положений; чуткий и коренной русский человек, он отличался простодушием и верностью семейным преданиям…». Женился он на одной из многочисленных сестер-красавиц Варваре Петровне Алмазовой (1786—1857), дочери бригадира Петра Николаевича Алмазова, «человека крутого и своевольнаго», от брака с Марией Борисовной Голицыной. Одна из их дочерей, Анна Сергеевна, в 1838 году стала супругой графа Дмитрия Николаевича Шереметева.
Воспитание Екатерины Сергеевны было патриархальным. Свою молодость она провела в деревне и в узком семейном кругу в Москве и совсем не знала светской жизни. Получила для своего возраста «очень порядочное образование под руководством иностранки гувернантки графини Наскалис, родной тетки графини Баттенберг», много читала на трёх языках и следила за новинками политики и литературы, разговор же её был «тонок и занимателен». Сама была маленького роста и в молодости очень миловидная. В общем, была в полном смысле слова тем, что французы называют «Une grande dame».
Ещё будучи молодой девушкой, Екатерина Сергеевна впервые увидела в Михайловском небольшого роста, но довольно красивого офицера, своего троюродного брата Алексея Васильевича Шереметева (1800—1857).
Он был членом «Союза Благоденствия» и во время восстания декабристов находился в Москве, вследствие чего к суду не привлекался. В 1831 году состоялась их свадьба. Незадолго до замужества, на бале у московского генерал-губернатора князя Д. В. Голицына, у Екатерины Сергеевны состоялся разговор с императором Николаем I, который неожиданно выбрал её в полонез и участливо расспрашивал её о предстоящем браке. Узнав, что брак этот совершается по любви, император пожелал ей счастья.

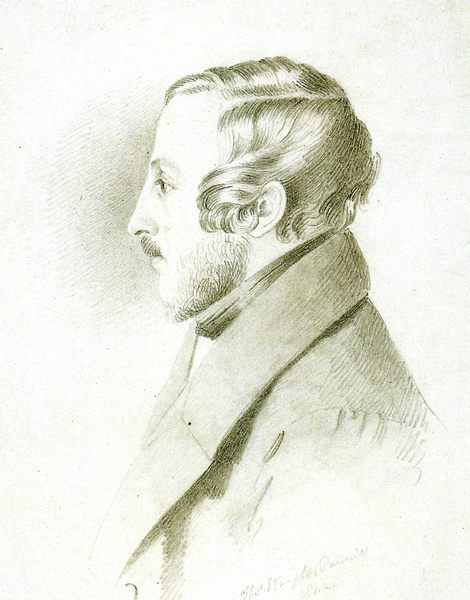
Алексей Васильевич

После свадьбы Екатерина Сергеевна почти безвыездно жила в имении свекрови Покровское-Шереметево Рузского уезда, где её муж всё свободное время посвящал хозяйственной деятельности. В Москву она приезжала только для свидания с матерью. По словам графа С. Д. Шереметева, при всей радости о совершившемся браке в начале замужества ей «довольно трудно было привыкнуть к Покровскому и к складу свободных разговоров, пересудов и правительственных порицаний, ни тени подобного не допускалось в её родительском доме». Не легко ей было из-за ревности свекрови, в досаде на все возрастающее влияние, которое Екатерина Сергеевна имела на пламенно любившего её мужа, Надежда Николаевна нередко приговаривала: «Ночная кукушка всегда перекукует!». Но гораздо труднее были у неё отношения с сестрой мужа — Анастасией Якушкиной, которая с места приняла Екатерину Сергеевну несколько ревниво, как соперницу по красоте. Совершенно другие отношения у неё были с другой золовкой, Пелагеей Васильевной Муравьевой, их взаимоуважение оставалось неизменным до конца жизни. Эти обстоятельства закалили характер Екатерины Сергеевны, она научилась приспосабливаться к жизни и к её условиям. 
Небольшого роста, с высоким прямым лбом, с необыкновенно правильными чертами лица и с холодным блеском голубых глаз, она сдерживала, по возможности, себя и выработала характер.
После смерти в 1857 году мужа Екатерина Сергеевна стала главой семьи или, как говорили в Москве, «шереметевского клана». Мусин-Пушкин вспоминал: «Маменька желает», «Бабушка сказала» были нравственными законами, которые никому в голову не пришло бы не только нарушать, но которым никто не прекословил". Зимой она жила в особняке графа Бобринского на Малой Никитской, где занималась воспитанием внучки Екатерины Бобринской. Позднее вернулась в старый шереметевский дом на Воздвиженке, где прошла её молодость. Лето же Екатерина Сергеевна проводила в имении племянника графа Сергея Дмитриевича — Кусково.
Шереметева уделяла много времени благотворительной деятельности. В частности, состояла членом Благотворительного общества при 2-й Московской городской больнице. За свою работу 15 мая 1883 года была пожалована в кавалерственные дамы ордена Святой Екатерины (малого креста). Скончалась 7 мая 1890 года и по воспоминаниям внука «после её кончины окрестные мужики настояли нести её тело на руках от Рузы до Покровского на расстояние 23-х вёрст», где она была похоронена в склепе при Покровской церкви.

## Дети
В браке имела многочисленное потомство. По словам современника, все дети Шереметевых говорили нараспев, картавили и тянули слова, это была их семейная особенность. У них были выразительные карие глаза и цвет лица необыкновенно смуглый, как у азиатов.
- Варвара Алексеевна (1832—1885), супруга графа Владимира Ивановича Мусина-Пушкина (1830—1886).
- Василий Алексеевич (1834—1884), егермейстер, женат на Наталье Афанасьевне Столыпиной (1834—1905).
- Сергей Алексеевич (1836—1896), женат на св. княжне Евдокии Борисовне Голицыной (1848—1910).
- Надежда Алексеевна (1838—1840).
- Екатерина Алексеевна (ум. 15 мая 1841 младенцем[8]).
- Софья Алексеевна (1842—1871), с 1859 года супруга графа Алексея Васильевича Бобринского (1831—1888).
- Пётр Алексеевич (23.12.1845—25.10.1853[8])
- Владимир Алексеевич (1847—1893), с 1879 года женат на Елене Григорьевне Строгановой (1861—1908), дочери великой княгини Марии Николаевны.
- Анна Алексеевна (1849—1916), фрейлина двора (23.04.1877).
- Борис Алексеевич (9.06.1852—28.07.1853[8])

Дети
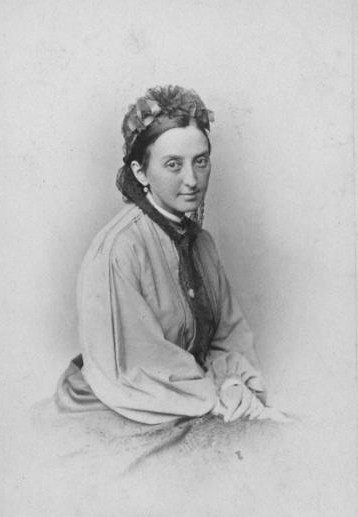
Варвара Алексеевна
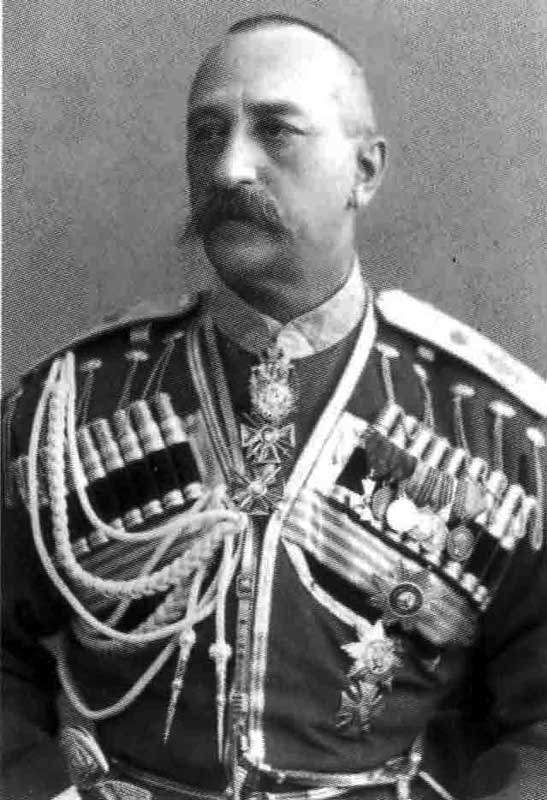
Сергей Алексеевичн
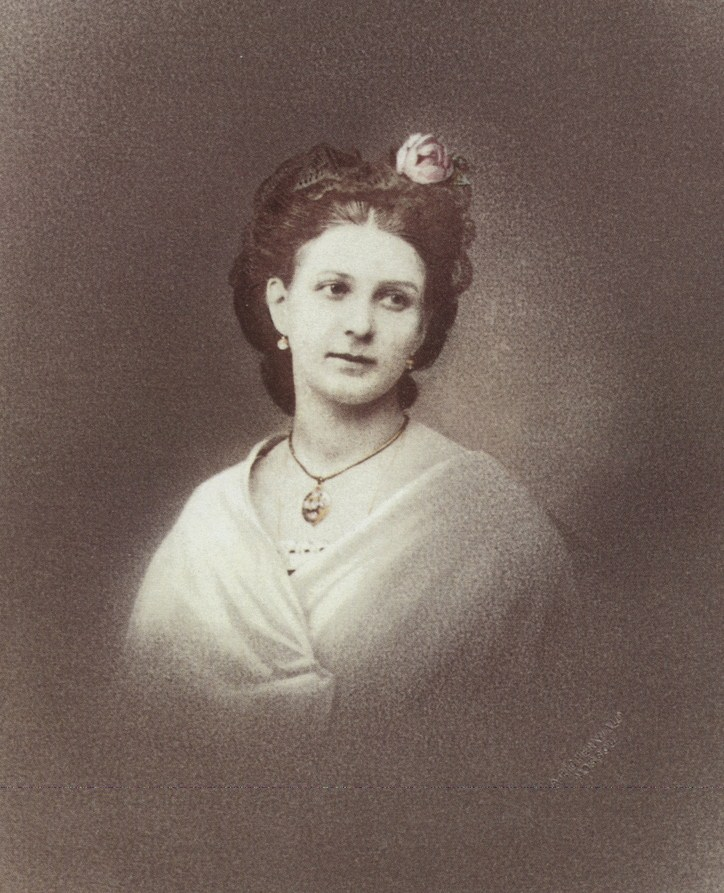
Софья Алексеевна
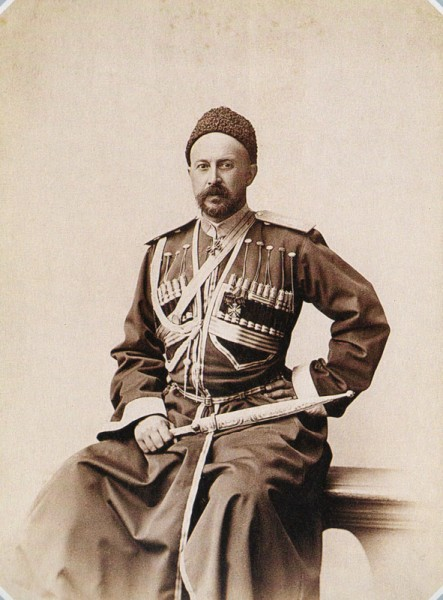
Владимир Алексеевич
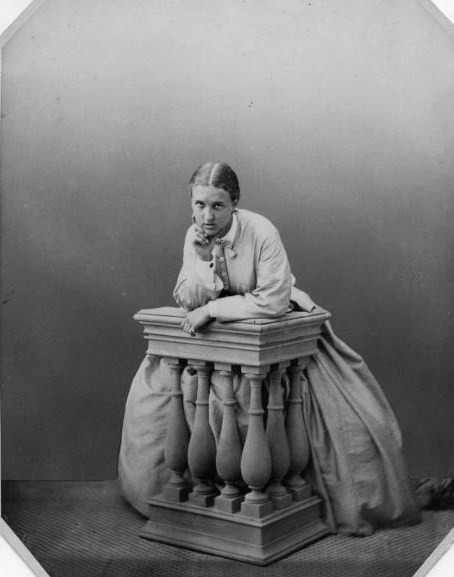
Анна Алексеевна